# Бургундский язык
Бургундский язык — мёртвый язык бургундов, традиционно относимый к группе восточногерманских языков (хотя в XXI веке эта классификация стала спорной).

## География и история языка
Общепринято считать местом раннего проживания бургундов южную Скандинавию, при этом их прародиной называется остров Борнхольм (с древнескандинавского Burgundaholmr, «остров бургундов») в Балтийском море. После начала эпохи Великого переселения народов они вторгаются в западную часть Центральной Европы, где основывают государство со столицей в Вормсе. После разгрома королевства в 437 году они перемещаются на восток современной Франции, где основывают второе государство, просуществовавшее до середины VI века.
Бургундский язык предположительно вымер к концу VI века. Территория, на которой существовало второе королевство, сохранила за собой название «Бургундия», но сами бургунды ассимилировались в среде покоренных ими галло-римлян и сформировали язык бургиньон.

## Памятники
Памятников бургундского языка практически не сохранилось. Одной из немногих дошедших до нас надписей является руническая фраза на фибуле из Шарнэ. По одной из имеющихся интерпретаций, фраза расшифровывается как uþ fnþai iddan liano, что предположительно означает «пусть Лиано найдет Идду».

## Фонетика
Связных текстов на бургундском языке не сохранилось, поэтому об особенностях бургундской фонетики можно судить лишь по личным именам.
Тем не менее, бургундский язык с достаточной надежностью классифицируется как восточногерманский язык. Как и в готском языке, в бургундском отмечается переход прагерманского краткого *e в *i во всех позициях, кроме позиций перед *r, *h и *hʷ (Gibica, но Arenberga). Так же, как и в остальных восточногерманских языках, в бургундском отсутствует переход прагерманского *z в *r (Gaisaldus).
Если говорить о расхождениях с готским, можно отметить сохранение прагерманского дифтонга *eu (Leubaredus, Eudilana, Aletheus) при его переходе в iu в готском языке.
По-видимому, можно также отметить фрикативный характер звонких смычных в интервокальной позиции (слово morginagiva «утренний дар» в Бургундской правде), а также, возможно, озвончение прагерманского *þ между гласными: (Gundobadus из *gunþi-baþuz, Hrodehildis из *hrōþa-hildiz). Кроме этого, отсутствует переход долгих ē и ō в более узкие ī и ū, который отмечается в поздней стадии развития готского языка.

## Грамматика
Для образования личных имён используется характерный набор германских корней, аналогичный другим языкам.
Как и у готов, у бургундов частотны имена n-основы: мужские на -a (Dagila, Varica, Athala, Gibica) и женские имена на -o (Valho, Liano). Некоторые имена образованы с помощью уменьшительно-ласкательного суффикса -ik- (Gibica, Adica, Remico).

## Лексика
Некоторые слова, связанные с правовой областью, такие как wittimon «свадьба», trigildus «трехкратная компенсация», witiscalcus «вид слуги» и др., засвидетельствованы в латинском тексте Бургундской правды короля Гундобада.
Некоторые бургундские имена используют негерманские корни (Hymnemodus, Suavegotha), а также латинский суффикс -in- (Godinus, Herpino).
Некоторое количество слов, с той или иной долей уверенности восстанавливаемых для бургундского языка, представлены в готском словаре Г. Кёблера.

## Близкие языки
Ближайшими родственниками бургундского являются вандальский, готский и другие восточногерманские языки.